# Stellantis Mangualde
A Stellantis de Mangualde é uma fábrica de produção de veículos comerciais ligeiros que pertence a Stellantis situada em Mangualde, Portugal.
É responsável pela produção dos modelos Citroën Berlingo, Peugeot Partner/Rifter e Opel/Vauxhall Combo. Em 2016 fabricou 49 700 unidades, aumentando a sua produção 6,5%, face ao ano anterior. Neste momento, com 55 anos de história e mais de 1 milhão de veículos produzidos, está a preparar-se para receber a próxima geração de veículos comerciais ligeiros do segmento B-VCL, que iniciará a produção em 2018.

## História
A história do Centro de Produção de Mangualde tem início quando José Coelho dos Santos, um industrial Mangualdense compra em 1962 uma licença para fabricar automóveis, que posteriormente foi adquirida pela Citroën. Passados dois anos o CPMG fabrica o seu primeiro veículo com o modelo AZL, o conhecido Citroën 2CV. A produção nesse ano foi de 472 veículos.

DATAS IMPORTANTES

•	Anos 60
1962 : Foi em Setembro desse ano que a Citroën tomou a decisão da construção da fábrica em Mangualde.
1963 : Compra de um terreno com 12130m2, onde se construiu a fábrica com uma área coberta de 8150m2 (local onde hoje é a Montagem e uma parte da Pintura).
1964 : Construção do primeiro veículo, o Citroën AZL, popularmente conhecido como “2 cavalos”. Nesse ano foram produzidos 472 automóveis.
1967 : Compra de um terreno para o edifício da Administração (Contabilidade e Direção Administrativa).
1969 : Compra de um terreno para construção de um edifício para os estofos. A produção nesse ano era de 10 veículos por dia, repartido por vários modelos: AZL, AZU, AK, H,AMY, DS, AY e MHA.

•	Anos 70
1975 : Construção de uma linha de primários (aparelhos) no setor de Pintura.
1976 : Compra de um terreno para parque de viaturas acabadas. Nesse ano já se fabricavam 35 veículos por dia (4 modelos).
1977 : Construção de uma linha de primários (aparelhos) no setor de Pintura. Ano chave para Mangualde: início da exportação de veículos. O primeiro veículo a ser exportado foi um Citroën FAF.

•	Anos 80
1980 : Ano de grandes investimentos: Aumento da área de armazéns existentes, compra e construção de um parque para veículos desalfandegados e construção do Tratamento de superfícies (TTS) e do Tratamento anti-corrosão (Trempé Epoxy).
1984 : Aumento, mais uma vez, da área dos armazéns; Fatídico e violento incêndio, no dia 3 de Maio, no edifício dos estofos e cablagens.
1987 :  A Citroën Lusitânia passa a fazer parte das Unidades de Produção Citroën, ao nível das fábricas de Vigo, Aulnay e Rennes. Por outras palavras, passa da DIF (Direcção Internacional Citroën) à DFA (Direcção das Fabricações de Automóveis.
- Comemoração dos 25 anos do Centro de Produção de Mangualde.

•	Anos 90
1990  : Fabricação do AX (noticiado por toda a imprensa mundial), e produção de 50 veículos por dia. Construção de novas instalações para a cablagem e Ferragem e instalação do de um novo e melhor sistema de anti- corrosão: a “Cataphorèse”.
- Produção do último 2cv a nível mundial.

1994 : Construção da nova secção de estofos.
1995 : Continuação da renovação da Pintura com a construção da estufa de primários. Também nesse ano fomos certificados pela UTAC com a classificação de A95.
1996 : Criação da 2ª Equipa. (início da produção do Saxo)
1998 : Início de produção da 1ª Geração do Citroën Berlingo e do Peugeot Partner.

•	Anos 2000
2000 : Abertura do 3º turno.
2001 : Atribuição da medalha de ouro da cidade de Mangualde.
2002 : Novas boxes de retoques na Pintura. Construção do edifício da Bout d’Usine.
2003 : Transferência dos serviços administrativos e da cantina para novo edifício.
- Construção da Bout d´Usine/ Cais Ferragem/ Linha Motores.

2006 : Construção do edifício CKD.
2009 : Segunda geração do Citroën Berlingo e Peugeot Partner.

•	Anos 2010
2010 : Participação na construção da rotunda 2CV à entrada da cidade de Mangualde.
2011 : Construção dos 3 parques de estacionamento e integração EN16.
2012 : 1.000.000 de veículos produzidos.
- Comemoração dos 50 anos do Centro de Produção de Mangualde.

2015 : Anúncio da adjudicação da produção do novo modelo para 2018.
2016 : Em conjunto com o  Governo, integra o Comité Estratégico da iniciativa Indústria 4.0 para definir estratégias e identificar soluções para ajudar a colocar Portugal na rota da Quarta Revolução Industrial.

## Sectores Produtivos
- Ferragem
- Pintura
- Montagem
- Qualidade
- Logistica

## Produção

### Produção diária anual
| Ano         | 1995 | 1997 | 2000 | 2005 | 2006 | 2007 | 2008 | 2009 | 2010 | 2011 | 2012 | 2013 | 2014 | 2015 | 2016 |
| ----------- | ---- | ---- | ---- | ---- | ---- | ---- | ---- | ---- | ---- | ---- | ---- | ---- | ---- | ---- | ---- |
| Nº veiculos | 60   | 131  | 218  | 237  | 270  | 278  | 285  | 162  | 167  | 251  | 186  | 288  | 200  | 210  | 220  |

### Produção anual
| Ano         | 1970  | 1980  | 1985  | 1990   | 1998   | 2000   | 2007   | 2008   | 2009   | 2010   | 2011   | 2012   | 2013   | 2014   | 2015   | 2016   |
| ----------- | ----- | ----- | ----- | ------ | ------ | ------ | ------ | ------ | ------ | ------ | ------ | ------ | ------ | ------ | ------ | ------ |
| Nº veiculos | 2 779 | 6 691 | 8 645 | 13 900 | 27 776 | 49 753 | 64 065 | 61 530 | 34 500 | 47 400 | 50 250 | 44 000 | 56 700 | 53 500 | 46 600 | 49 700 |